# 변두리 로켓
《변두리 로켓》(일본어: 下町ロケット)은 이케이도 준의 소설 작품이자 이를 원작으로 한 텔레비전 드라마, 라디오 드라마이다.

## 개요
우주과학개발기구의 연구원이었던 츠쿠다 코헤이가 죽은 아버지가 경영하던 중소기업 〈츠쿠다 제작소〉의 사장이 되어 사원들과 분투하는 모습을 그린 작품이다.

## 등장인물

### 츠쿠다 제작소
츠쿠다 코헤이
사장.
토노무라 나오히로
경리부 부장.
츠노 카오루
영업 제1부 부장.
야마사키 미츠히코
기술 개발부 부장.
카라키다 아츠시
영업 제2부 부장.
에바라 하루키
영업 제2부 사원.
사코다 시게루
경리부 계장.
마노 켄사쿠
기술 개발부 사원.

### 테이코쿠 중공
자이젠 미치오
우주 항공부 개발 담당 부장.
토미야마 케이지
우주 항공부 우주 개발 그룹 주임.
미즈하라
우주 항공부 본부장.
아사기
기술자.
후지마 히데키
사장.

### 카미야·사카이 법률 사무소
카미야 슈이치
변호사.

### 나카시마 공업
미타 키미야스
사업 기획부 법무 매니저.

### 타무라·오오카와 법률 사무소
나카가와 쿄이치
변호사.
아오야마 켄고
변호사.

### 하쿠스이 은행
야나이 테츠지
과장 대리. 융자 담당.
네기 세츠오
지점장.

### 그 외
이즈미 사야
연구자.
츠쿠다 리나
코헤이의 딸. 중학교 2학년.
츠쿠다 카즈에
코헤이의 어머니.
타나베
변호사.
미카미
대학 교수.
스다 유스케
매트릭스 파트너즈 일본 지점장.
타카세
도쿄 경제 신문 기자.

## 텔레비전 드라마

### WOWOW판
2011년 8월 21일부터 9월 18일까지 매주 일요일 22:00 ~ 23:00에, WOWOW의 〈연속 드라마 W〉로 방송되었다. 주연은 미카미 히로시.

#### 캐스트
- 츠쿠다 코헤이 - 미카미 히로시
- 카미야 료코 - 테라지마 시노부
- 자이젠 미치오 - 와타베 아츠로

#### 스태프
- 원작 - 이케이도 준 《변두리 로켓》 (쇼가쿠칸 간)
- 감독 - 스즈키 코스케, 미즈타니 토시유키
- 각본 - 마에카와 요이치
- 프로듀서 - 아오키 야스노리, 도바시 사토루
- 음악 - 하네오카 케이
- 엔딩 테마 - 엘비스 코스텔로 〈스마일〉 (유니버설 인터내셔널)
- 촬영 - 야나기다 히로오
- 제작 협력 - 토한 기획
- 협력 - JAXA
- 제작 저작 - WOWOW

#### 방송 일자
| 방송회 | 방송일          | 감독              |
| ------ | --------------- | ----------------- |
| 제1화  | 2011년 8월 21일 | 스즈키 코스케     |
| 제2화  | 8월 28일        | 스즈키 코스케     |
| 제3화  | 9월 4일         | 미즈타니 토시유키 |
| 제4화  | 9월 11일        | 미즈타니 토시유키 |
| 최종화 | 9월 18일        | 스즈키 코스케     |

| WOWOW 연속 드라마 W                        | WOWOW 연속 드라마 W                 | WOWOW 연속 드라마 W                          |
| 이전 작품                                  | 작품명                              | 다음 작품                                    |
| ------------------------------------------ | ----------------------------------- | -------------------------------------------- |
| CO 이식 코디네이터 (2011.3.20 ~ 2011.4.17) | 변두리 로켓 (2011.8.21 ~ 2011.9.18) | 판도라 III 혁명전야 (2011.10.2 ~ 2011.11.20) |

### TBS판

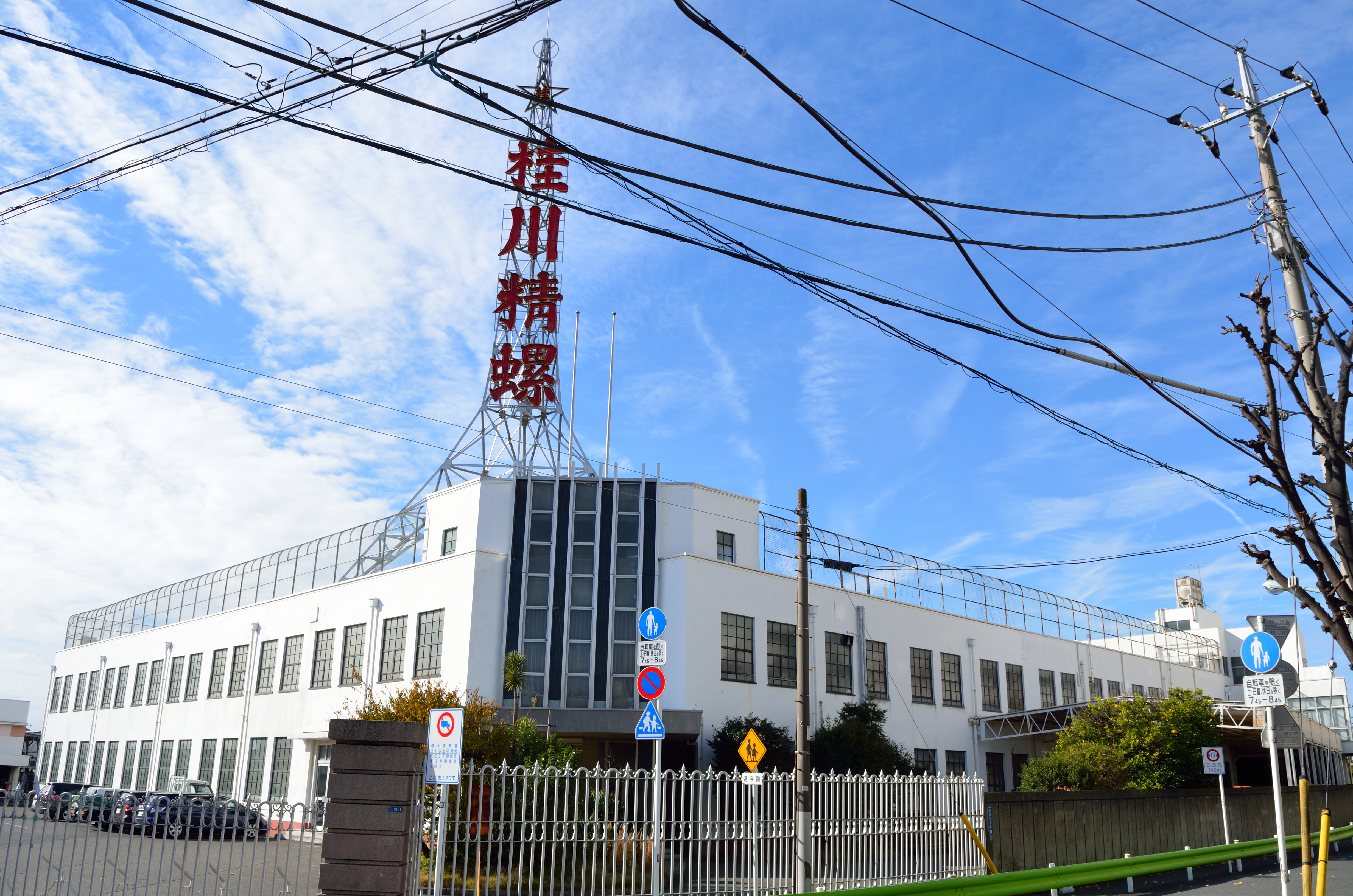
촬영시 츠쿠다 제작소 사옥으로 사용된 카츠라가와 세이라 제작소 본사 (도쿄 도 오타 구)

2015년 10월 18일부터 12월 20일까지 매주 일요일 21:00 ~ 21:54에, TBS의 〈일요극장〉으로 방송되었다. 주연은 아베 히로시.

#### 캐스트

##### 츠쿠다 제작소
츠쿠다 코헤이 - 아베 히로시
사장. 우주과학 개발 기구 전 연구원.
토노무라 나오히로 - 타테카와 단슌
경리부 부장.
야마사키 미츠히코 - 야스다 켄
기술 개발부 부장.
츠노 카오루 - 나카모토 켄
영업 제1부 부장.
카라키다 아츠시 - 타니다 아유미
영업 제2부 부장.
에바라 하루키 - 와다 소코
영업 제2부 계장.
사코다 시게루 - 콘노 히로키
경리부 계장.
노무라 코스케 - 아베 신노스케
기술 개발부 기술 주임.
타치바나 요스케 - 타케우치 료마
기술 개발부 기술자.
카와모토 코지 - 사노 가쿠
기술 개발부 기술자.
스즈키 켄지 - 호리이 아라타
기술 개발부 기술자.
카노 아키 - 아사쿠라 아키
기술 개발부 기술자.
니시나 미사키 - 보쿠모토 사키코
사무원.

##### 츠쿠다 제작소 관계자
카미야 슈이치 - 메구미 토시아키
변호사. 카미야·사카이 법률 사무소 대표.

##### 테이코쿠 중공
자이젠 미치오 - 킷카와 코지
우주항공부 부장.
토미야마 케이지 - 아라이 히로후미
우주항공부 우주 개발 그룹 주임.
미즈하라 시게하루 - 키노시타 호카
우주항공부 본부장.
아사기 쇼헤이 - 나카무라 토모야
우주항공부 기술자.
후지마 히데키 - 스기 료타로
사장.

##### 나카시마 공업 관계자
미타 키미야스 - 하시모토 사토시
사업 기획부 법무 그룹 매니저.
나카가와 쿄이치 - 이케하타 신노스케
고문 변호사. 타무라·오오카와 법률 사무소 소속.

##### 하쿠스이 은행
야나이 테츠지 - 슌푸테이 쇼타
카마타 지점 융자 과장.
네기 세츠오 - 히가시코쿠바루 히데오
카마타 지점 지점장.

##### 츠쿠다가(家) 관계자
츠쿠다 리나 - 츠치야 타오
코헤이의 딸. 고교 2학년→대학 2학년. 대학은 게이오기주쿠 대학 이공학부에 진학.
츠쿠다 카즈에 - 바이쇼 미츠코
코헤이의 어머니.
이즈미 사야 - 마야 미키
코헤이의 전 아내. JAXS 연구원.

##### 호쿠리쿠 의과 대학
마노 켄사쿠 - 야마자키 이쿠사부로
교수. 심장외과의.

##### 게스트
제1화
타나베 변호사 - 아토 카이
츠쿠다 제작소의 고문 변호사.

#### 스태프
- 원작 - 이케이도 준 《변두리 로켓》 (쇼가쿠칸 분코), 《변두리 로켓 2 가우디 계획》 (쇼가쿠칸), 《변두리 로켓 고스트》 (쇼가쿠칸)
- 각본 - 야츠 히로유키, 이나바 카즈히로
- 각본 협력 - 이나바 카즈히로 (로켓 편)
- 내레이션 - 마츠다이라 사다토모
- 메인 테마 - 핫토리 타카유키
- 프로듀서 - 이요다 히데노리, 카와시마 류타로
- 연출 - 후쿠자와 카츠오, 타나자와 타카요시, 타나카 켄타
- 제작 저작 - TBS

#### 방송 일자
| 편                                                          | 각 화  | 방송일           | 부제                                                                                 | 각본                          | 연출              | 시청률 |
| ----------------------------------------------------------- | ------ | ---------------- | ------------------------------------------------------------------------------------ | ----------------------------- | ----------------- | ------ |
| 로켓 편                                                     | 제1화  | 2015년 10월 18일 | 재팬·드림 감동 이야기의 탄생!! 중소기업이 대기업에 승부! 눈물…! 꿈과 프라이드        | 야츠 히로유키                 | 후쿠자와 카츠오   | 16.1%  |
| 로켓 편                                                     | 제2화  | 10월 25일        | 딸의 사랑으로 20억 매수의 위기를 넘길 수 있을까                                      | 야츠 히로유키                 | 후쿠자와 카츠오   | 17.8%  |
| 로켓 편                                                     | 제3화  | 11월 1일         | 새로운 적·테이코쿠 중공이 적의를 드러내다!                                           | 야츠 히로유키                 | 타나자와 타카요시 | 18.6%  |
| 로켓 편                                                     | 제4화  | 11월 8일         | 반격 개시! 하청의 굴욕을 풀어라!!                                                    | 야츠 히로유키                 | 타나카 켄타       | 17.1%  |
| 로켓 편                                                     | 제5화  | 11월 15일        | 로켓 편 완결 눈물과 감동의 끝막음                                                    | 야츠 히로유키                 | 후쿠자와 카츠오   | 20.2%  |
| 가우디 편                                                   | 제6화  | 11월 22일        | NASA로부터의 자객! 의료 편에                                                         | 야츠 히로유키 이나바 카즈히로 | 후쿠자와 카츠오   | 17.8%  |
| 가우디 편                                                   | 제7화  | 11월 29일        | 반격 개시!! 작은 공장vs의료 야망                                                     | 야츠 히로유키 이나바 카즈히로 | 타나자와 타카요시 | 17.9%  |
| 가우디 편                                                   | 제8화  | 12월 6일         | 츠쿠다&자이젠, 설마 했던 패배…역습을 노려라!!                                        | 야츠 히로유키 이나바 카즈히로 | 타나카 켄타       | 20.4%  |
| 가우디 편                                                   | 제9화  | 12월 13일        | 최종회 전 15분 확대!! 자이젠 실각…츠쿠다vs시이나! 기술은 거짓말을 하지 않는다        | 야츠 히로유키 이나바 카즈히로 | 후쿠자와 카츠오   | 18.2%  |
| 가우디 편                                                   | 최종화 | 12월 20일        | 배신자는 용서하지 않아 일본 프라이드를 갖고! 로켓의 꿈·인공밸브의 꿈을 쏘아 올려라!! | 야츠 히로유키 이나바 카즈히로 | 후쿠자와 카츠오   | 22.3%  |
| 평균 시청률 18.5% (시청률은 칸토 지구·비디오 리서치사 조사) |        |                  |                                                                                      |                               |                   |        |

- 첫회는 54분 확대 (21:00 ~ 22:48).
- 제2·9화는 15분 확대 (21:00 ~ 22:09).
- 제5화는 95분 지연 (22:35 ~ 23:29).
- 최종회는 25분 확대 (21:00 ~ 22:19).

#### 수상
- 제87회 더 텔레비전 드라마 아카데미상[2]
  - 최우수 작품상
  - 주연 남우상 (아베 히로시)
  - 조연 남우상 (킷카와 코지)
  - 각본상 (야츠 히로유키)
  - 감독상 (후쿠자와 카츠오, 타나자와 타카요시, 타나카 켄타)
- 제2회 컨피던스 어워드 드라마상[3]
  - 작품상
- 2016년 일본 민간 방송 연맹상 텔레비전 드라마 프로그램 부문 우수상[4]
- 도쿄 드라마 어워드 2016[5]
  - 작품상 연속 드라마 부문 우수상
  - 주연 남우상 (아베 히로시)
  - 프로듀스상 (이요다 히데노리)

| TBS 일요극장                            | TBS 일요극장                          | TBS 일요극장                        |
| 이전 작품                               | 작품명                                | 다음 작품                           |
| --------------------------------------- | ------------------------------------- | ----------------------------------- |
| 나폴레옹의 마을 (2015.7.19 ~ 2015.9.20) | 변두리 로켓 (2015.10.18 ~ 2015.12.20) | 가족의 형태 (2016.1.17 ~ 2016.3.20) |

## 라디오 드라마
2012년 3월 20일에 TBS 개국 60주년 기념 드라마 스페셜로 TBS 라디오에서 방송되었다.

### 캐스트
- 츠쿠다 코헤이 - 카자마 모리오
- 이즈미 사야 - 타이라 요시에
- 츠쿠다 리나 - 와카야마 시온